# (464366) 2016 AB152
(464366) 2016 AB152 es un asteroide perteneciente al cinturón de asteroides, descubierto el 4 de mayo de 2006 por el equipo Spacewatch desde el Observatorio Nacional de Kitt Peak (Arizona, Estados Unidos).